# لیتلتون، چشر
لیتلتون (به انگلیسی: Littleton) یک روستا و محله مدنی در بریتانیا است که در چشر غربی و چستر واقع شده‌است. لیتلتون ۶۴۴ نفر جمعیت دارد.